# Katie Eberling
Katie Eberling (ur. 7 sierpnia 1988) – amerykańska bobsleistka, dwukrotna medalistka mistrzostw świata.

## Kariera
Największy sukces w karierze osiągnęła w 2013 roku, kiedy wspólnie z Elaną Meyers-Taylor zdobyła srebrny medal w dwójkach podczas mistrzostw świata w Sankt Moritz. W tej samej konkurencji była też trzecia na rozgrywanych rok wcześniej mistrzostwach świata w Lake Placid. W zawodach Pucharu Świata zadebiutowała 2 grudnia 2011 roku w Igls, zajmując trzecie miejsce. Jak dotąd nie startowała na igrzyskach olimpijskich.